# Kecskemét autóbusz-állomás
Kecskemét autóbusz-állomás a Noszlopy Gáspár parkban (korábbi nevén Felszabadulás park), a vasútállomás közvetlen szomszédságában, a Nagykörút mellett található Kecskeméten. Az állomást kizárólag helyközi és távolsági autóbuszjáratok érintik. A közvetlen közelében található a vasútállomás is, illetve a helyi autóbusz-állomás. Az 1976-ban átadott terminál felújítása az ezredforduló környékén történt meg.
Az állomásról induló autóbuszok elsősorban Bács-Kiskun, Csongrád és Pest megye településeit érik el.

## Képgaléria

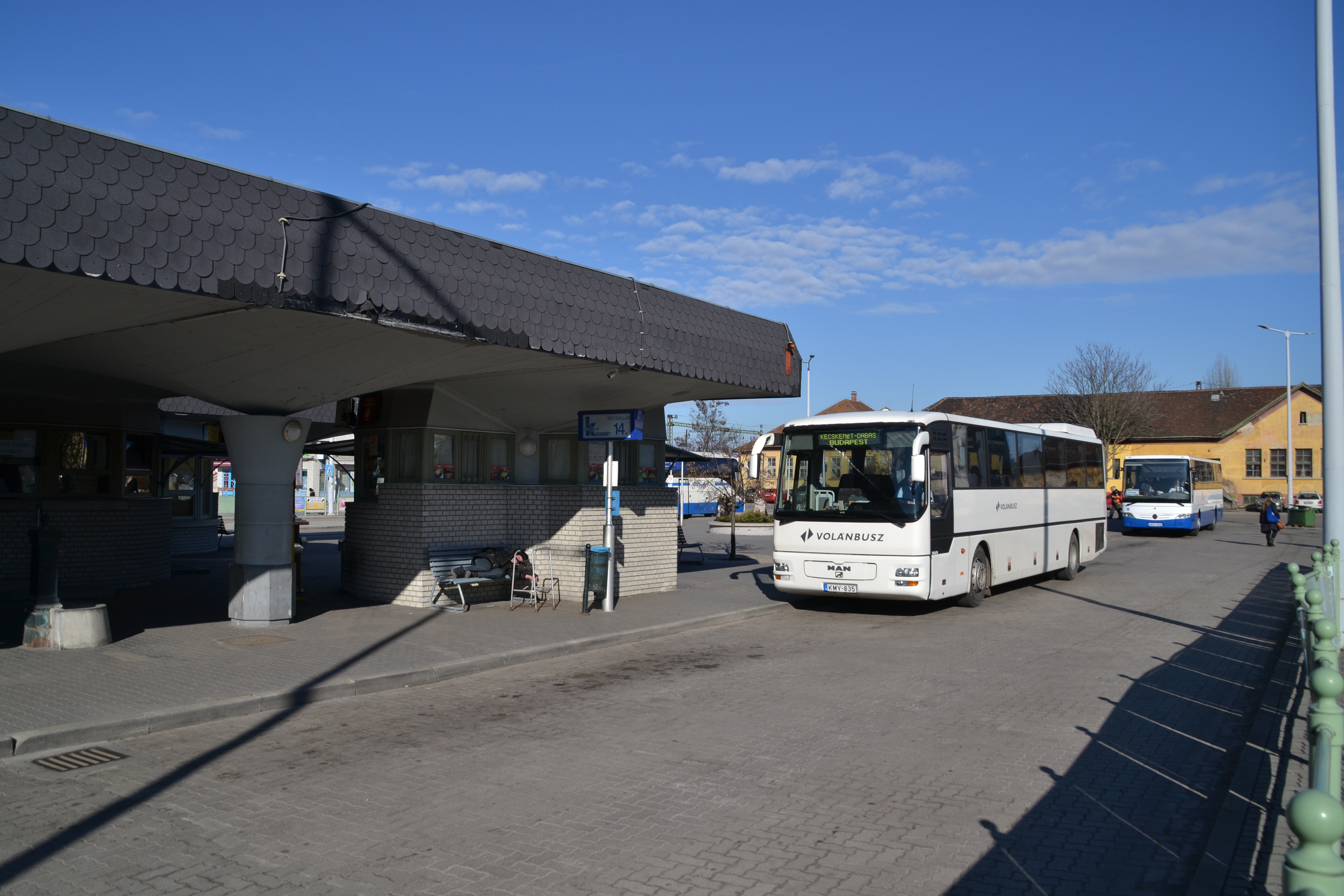
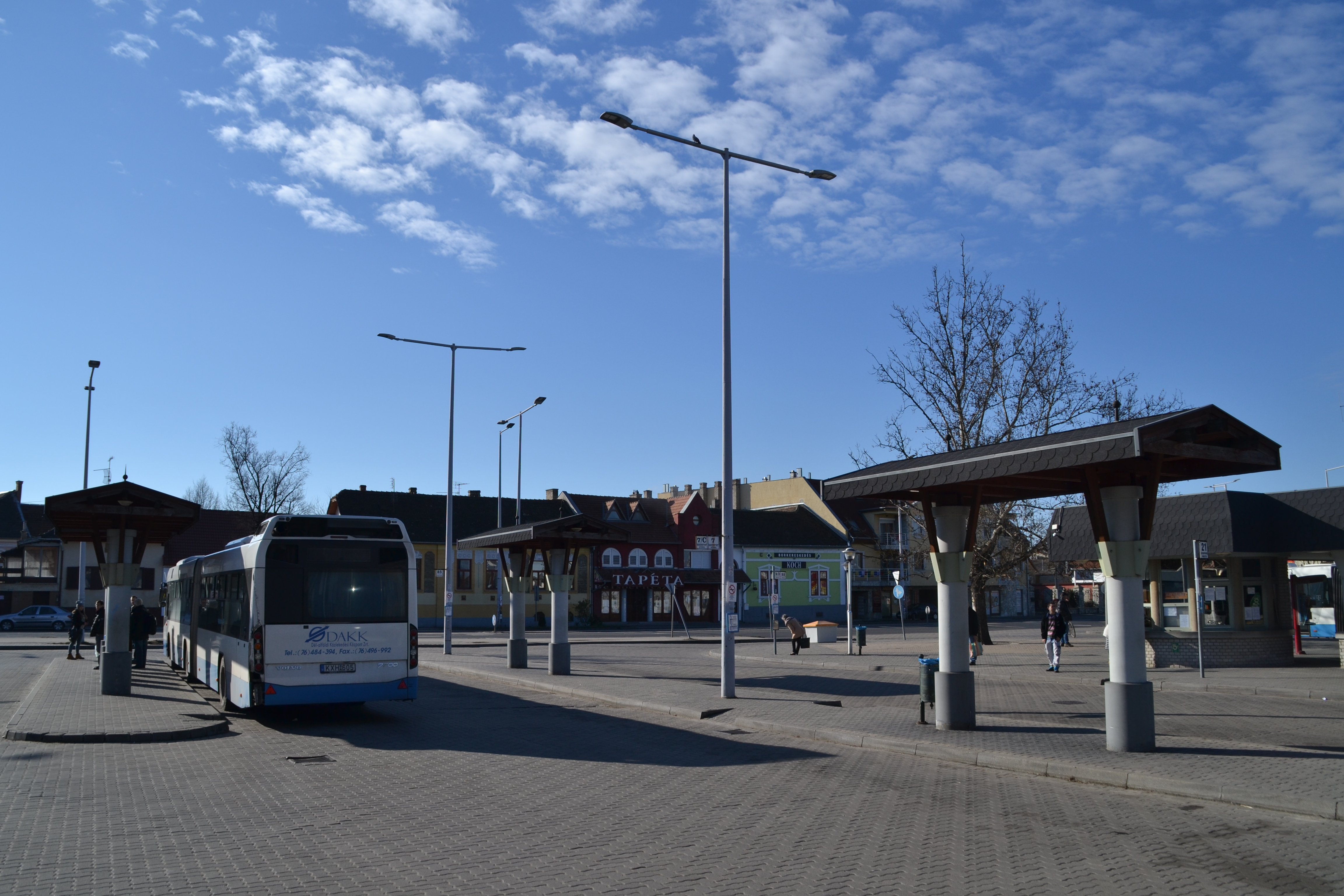
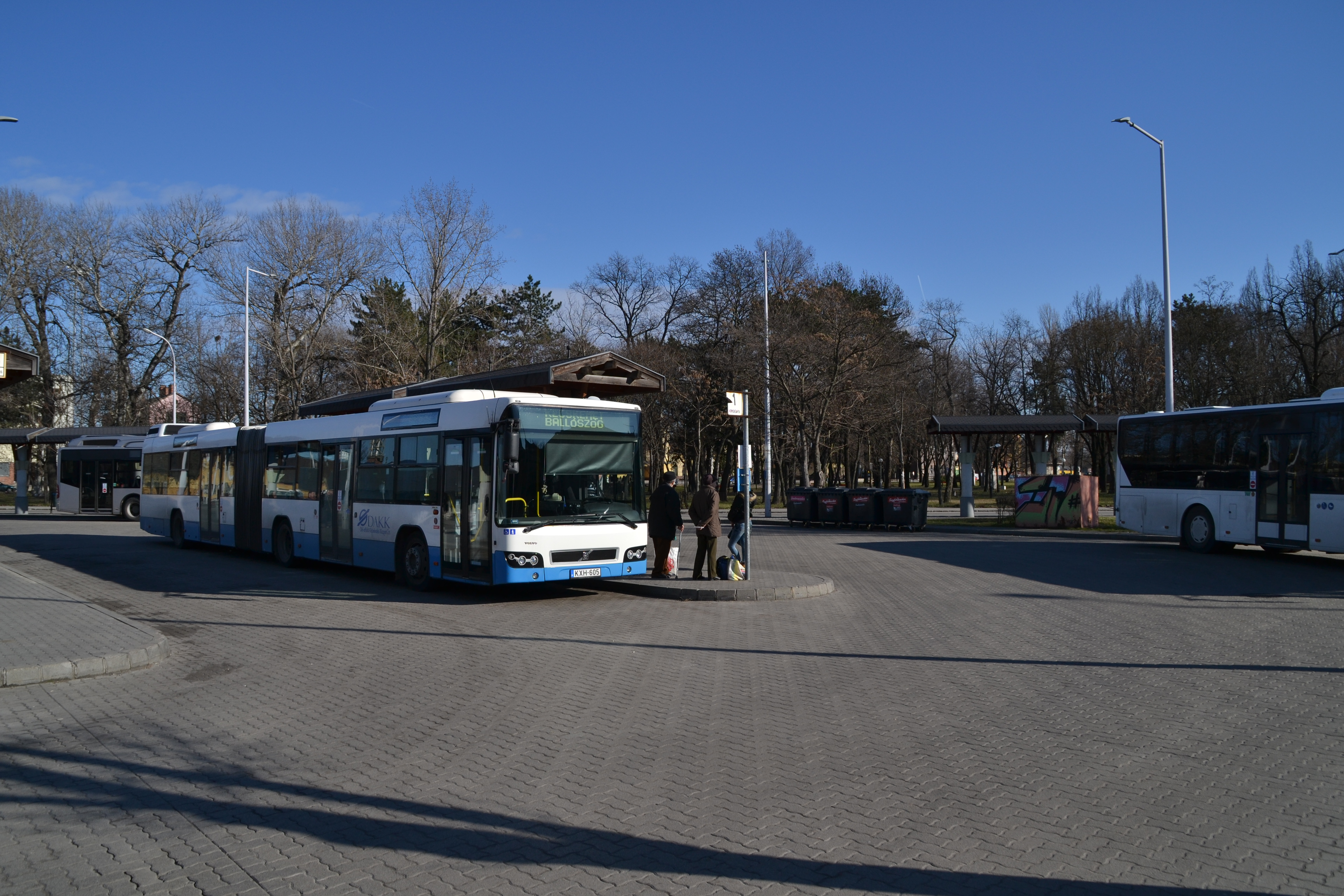
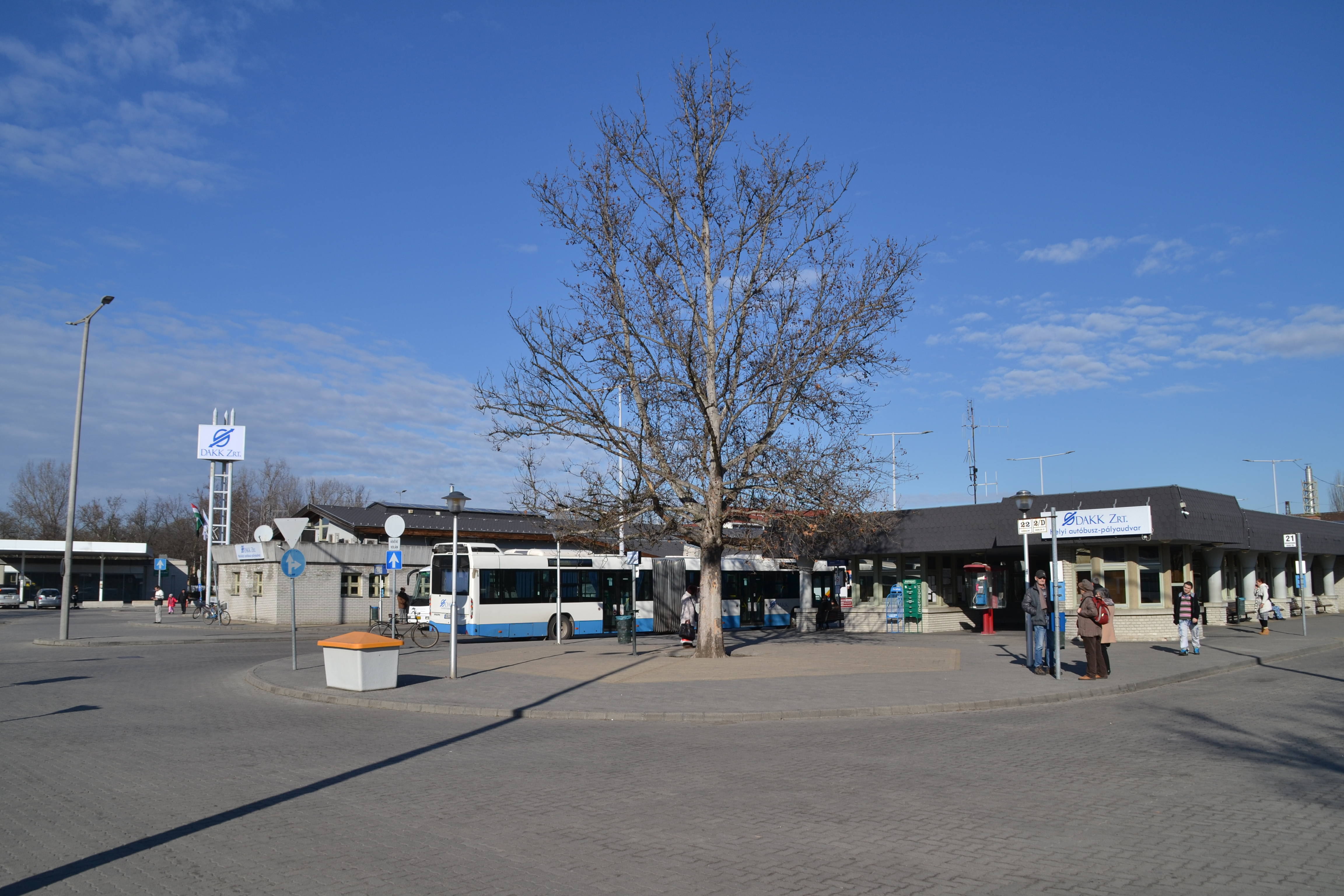
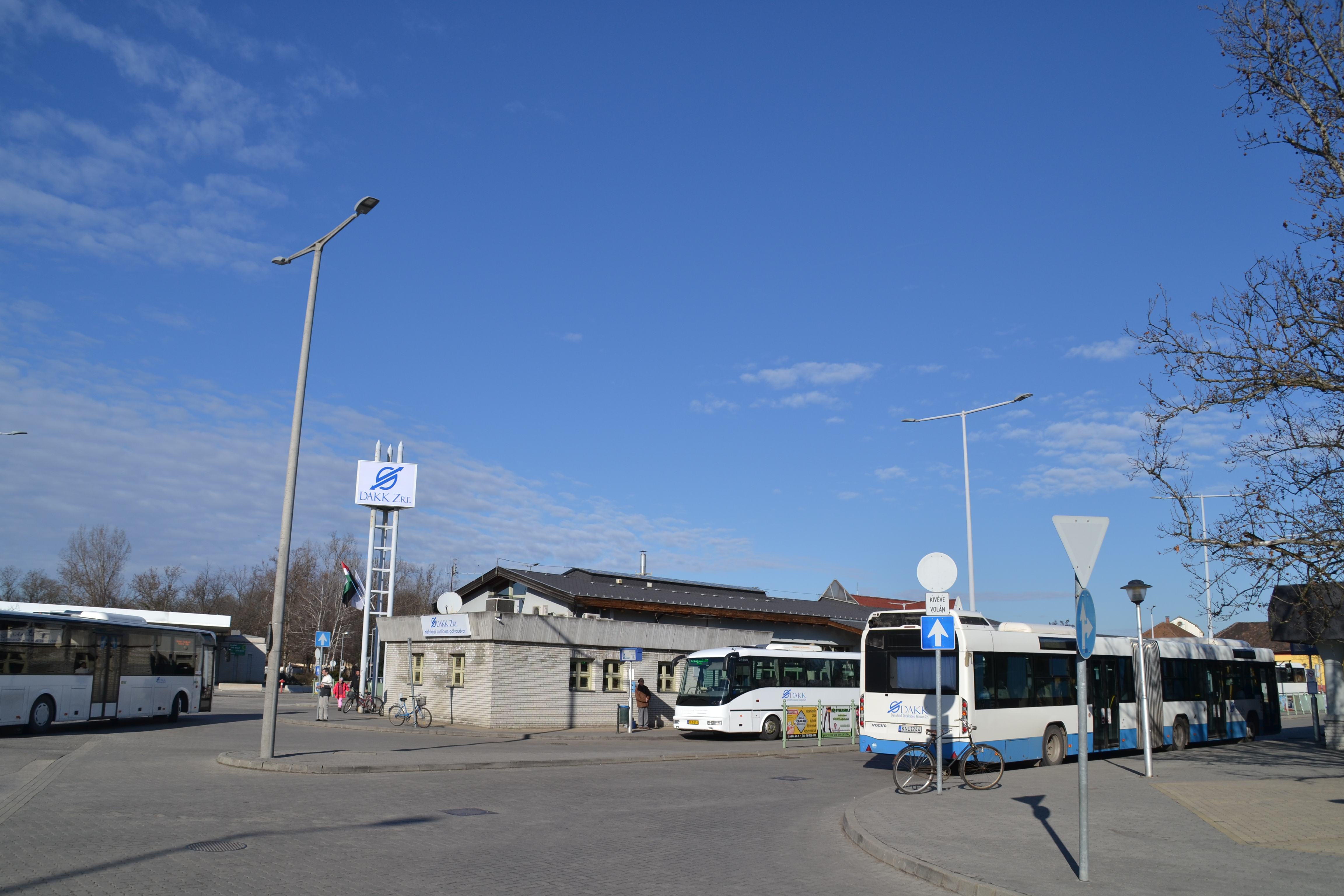
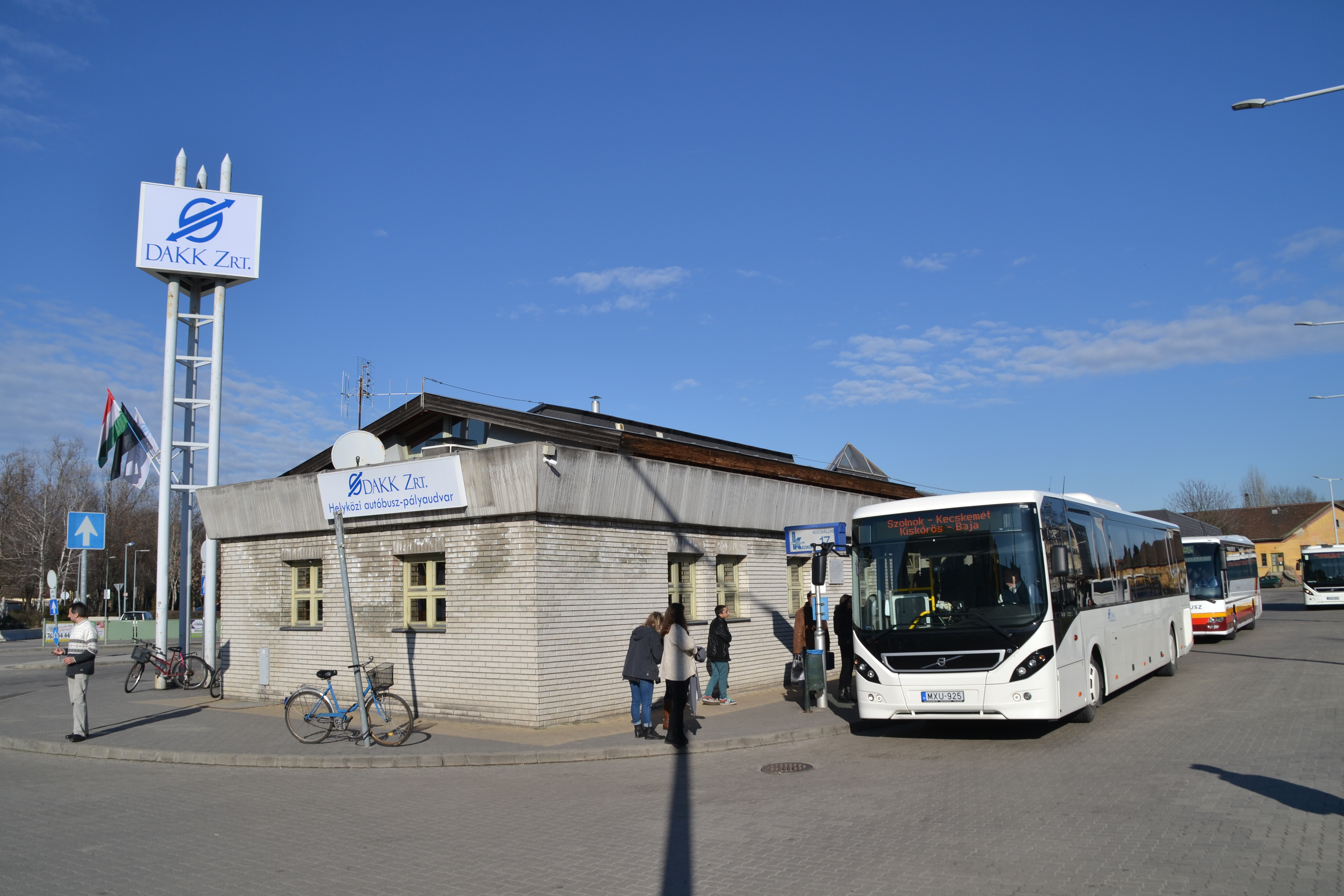
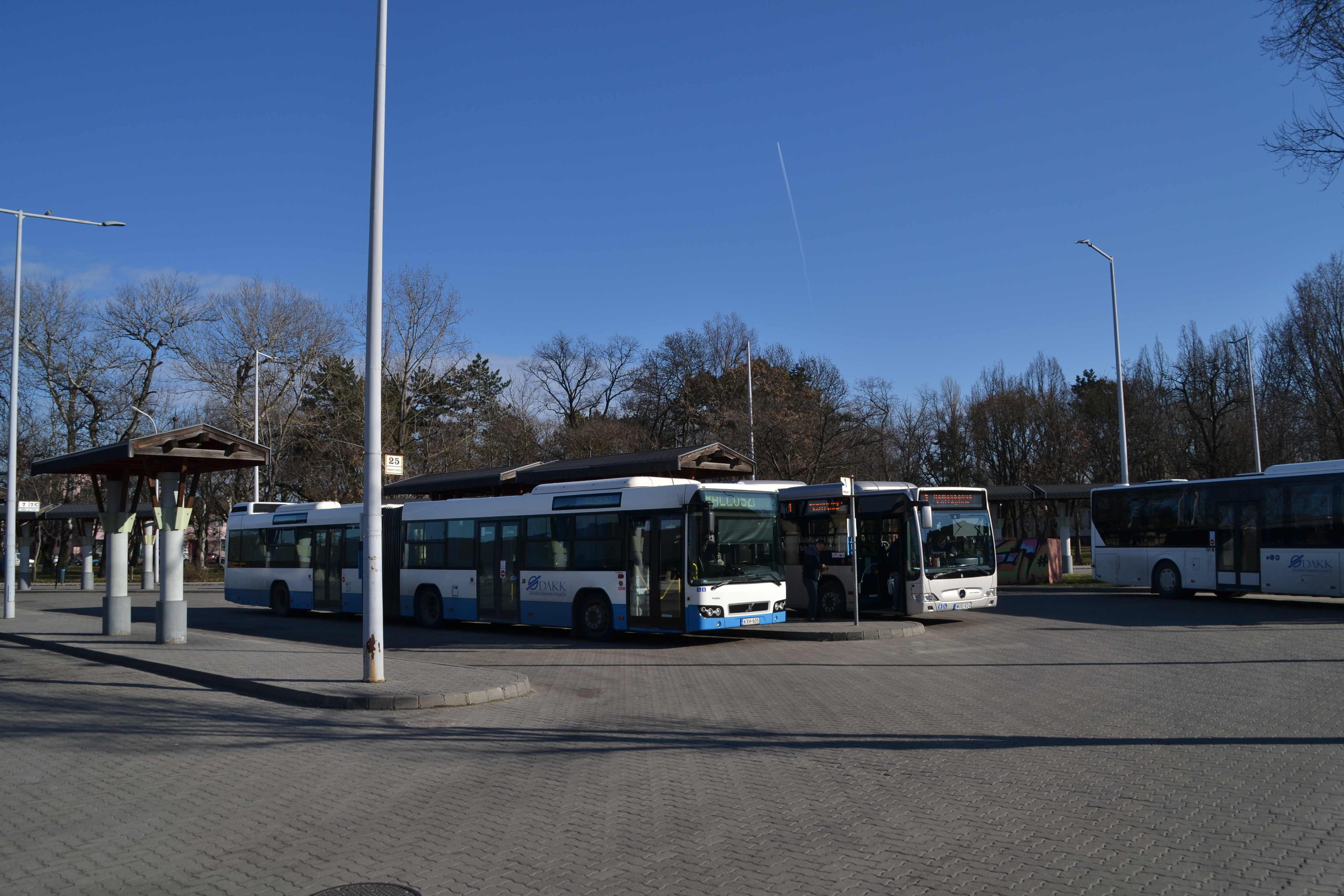
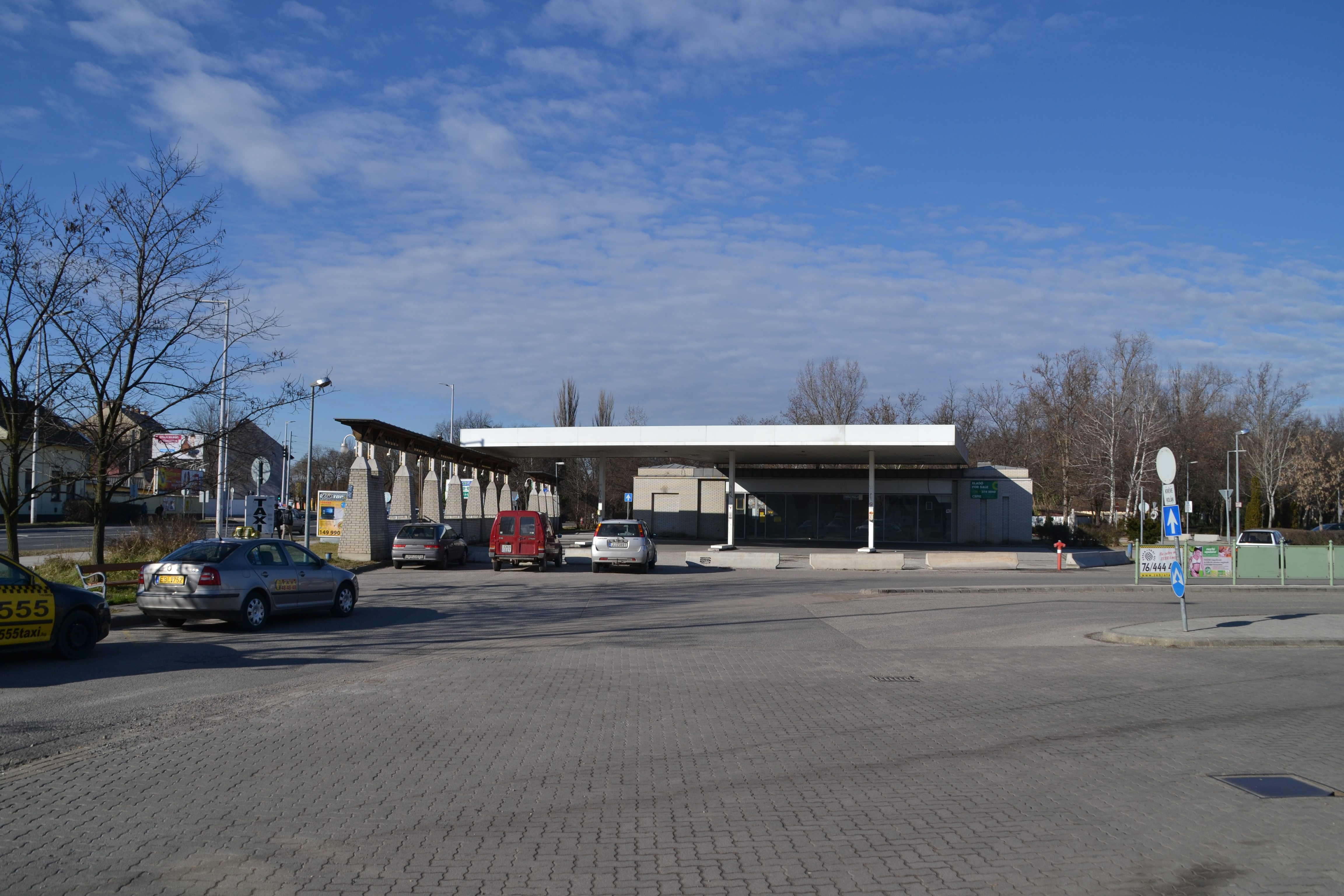
Az állomás melletti bezárt benzinkút
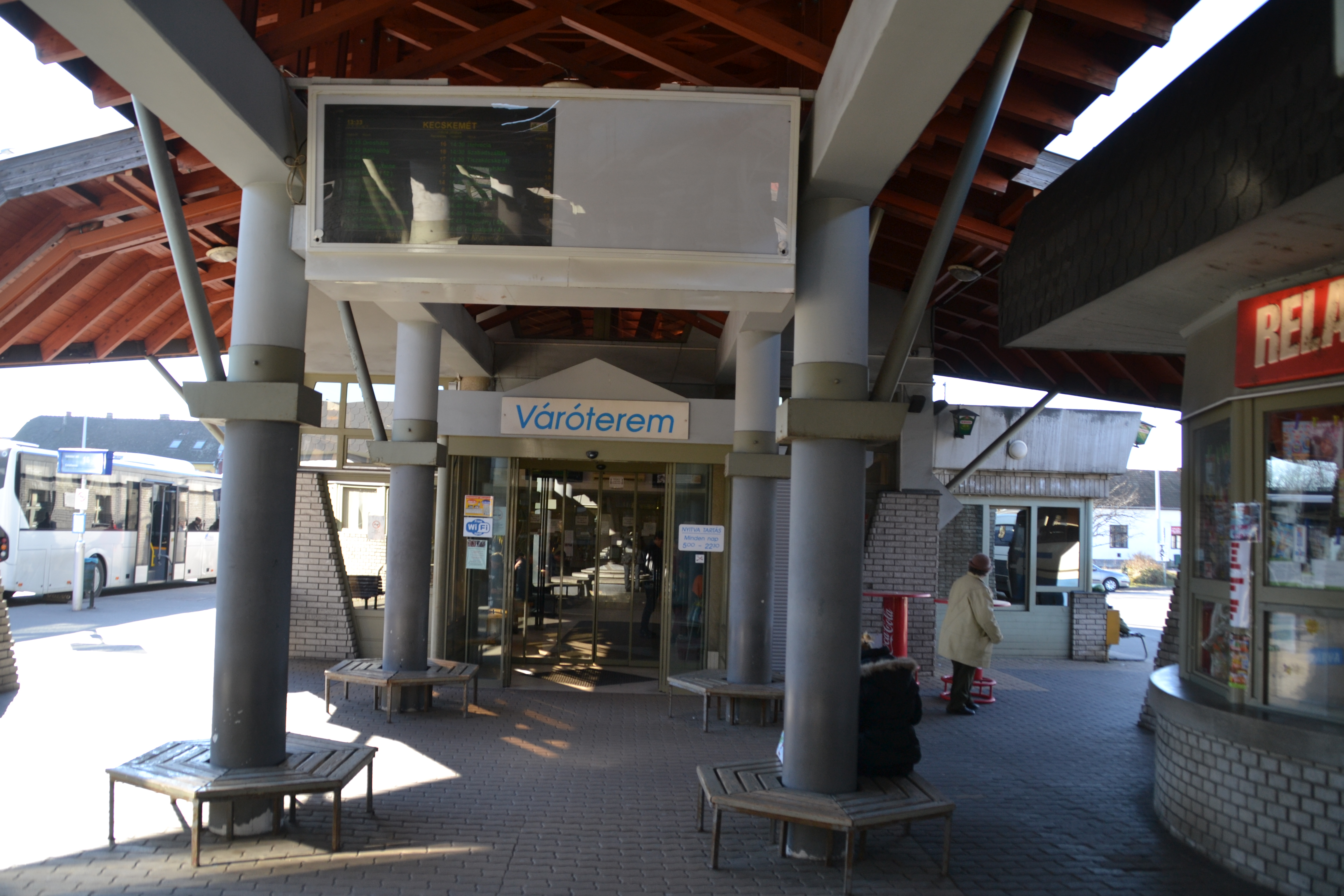
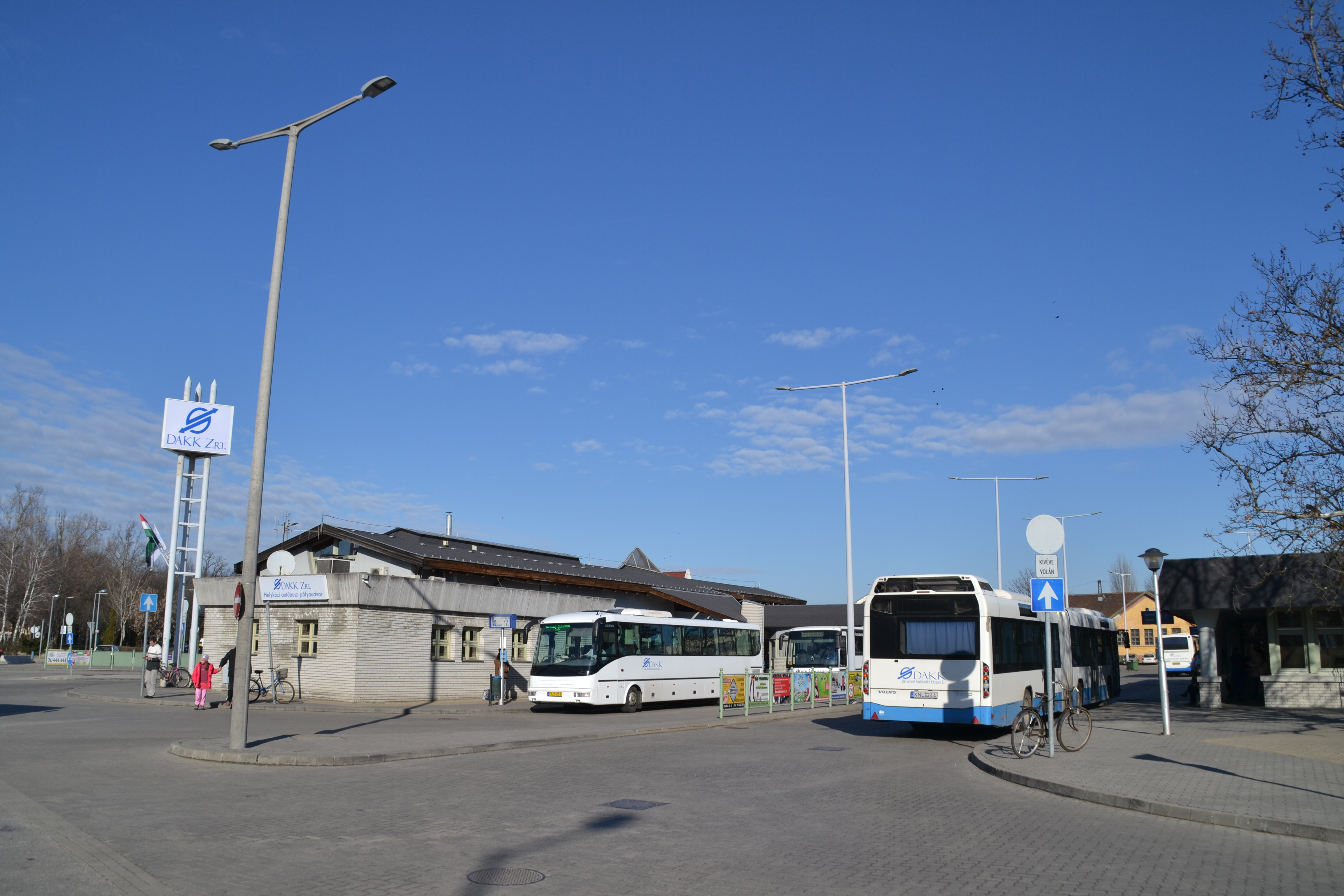
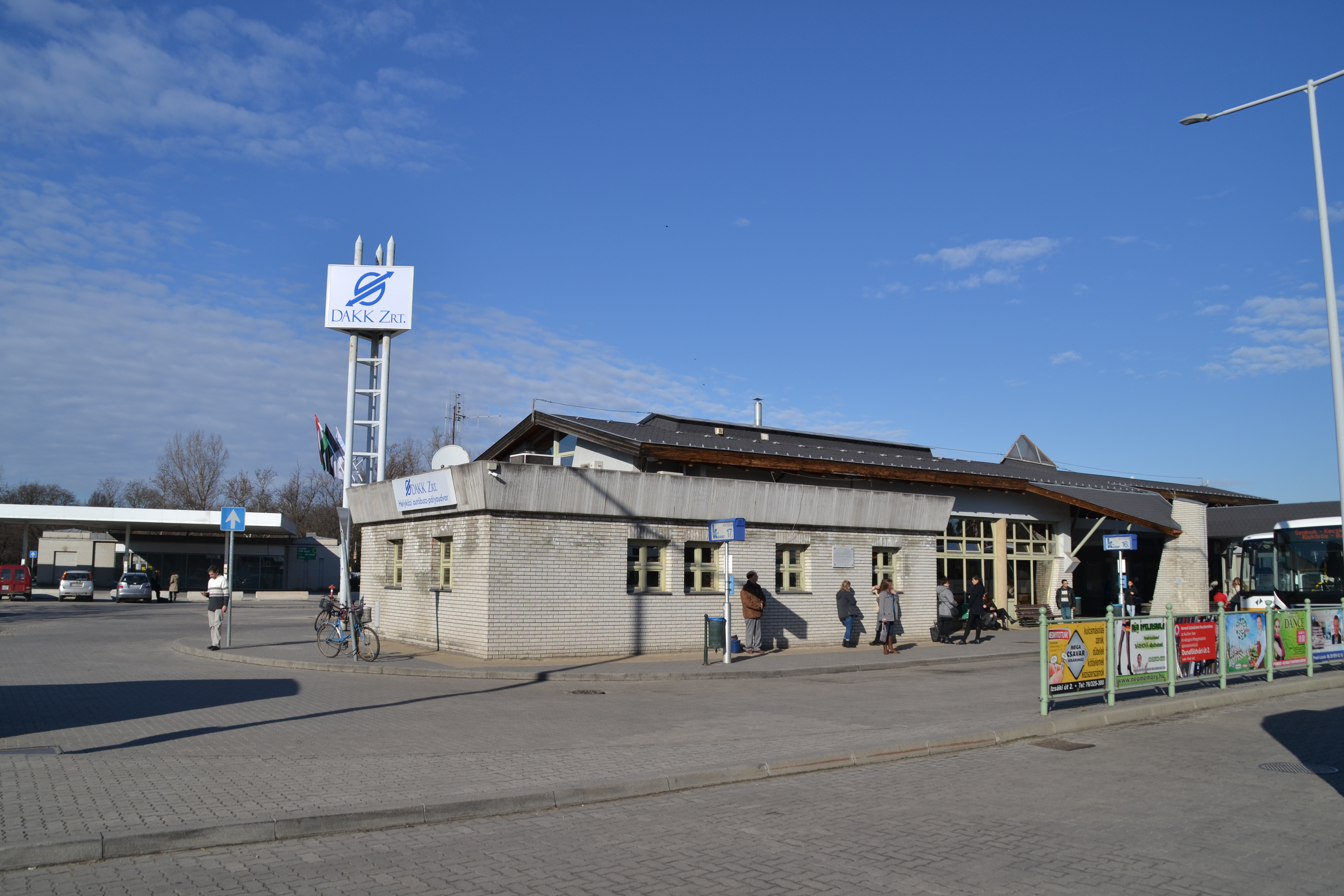